# Rob Pelinka
Pour les articles homonymes, voir Pelinka.
Rob Pelinka est un homme d'affaires, avocat et directeur général des Lakers de Los Angeles depuis 2017,. Il est aussi connu pour avoir été l'agent de Kobe Bryant.